# Hockey Club Eur
La H.C. Eur  è una società italiana di hockey su prato con sede a Roma, nata del 1975.
Disputa i suoi incontri allo Stadio Tre Fontane di Roma.

## Palmarès

### Competizioni nazionali
- Scudetto: 5

1980, 1981-82, 1982-83, 1985-86, 1986-87
- Scudetto indoor: 5

1976, 1982-83, 1983-84, 1984-85, 1990-91

### Competizioni giovanili
- Campionato italiano Under-18: 2

2005-2006, 2006-2007

### Settore femminile
- Scudetto: 1

1988-89
- Coppa Italia: 1

1991-92